# Petur Alberg
Petur Alberg, född 1885, död 1940, var en färöisk fiolspelare och låtskrivare från Tórshavn. Han komponerade den färöiska nationalsången Tú alfagra land mítt til text av Símun av Skarði.